# Neotyphodium lolii
Neotyphodium lolii är en svampart som först beskrevs av Latch, M.J. Chr. & Samuels, och fick sitt nu gällande namn av Glenn, C.W. Bacon & Hanlin 1996. Neotyphodium lolii ingår i släktet Neotyphodium och familjen Clavicipitaceae.   Inga underarter finns listade i Catalogue of Life.